# Восточное (Костанайская область)
Восточное (каз. Восточный) — село в Костанайской области Казахстана. Находится в подчинении городской администрации Аркалыка. Административный центр и единственный населённый пункт Восточного сельского округа. Код КАТО — 391645100.

## Население
В 1999 году население села составляло 1246 человек (613 мужчин и 633 женщины). По данным переписи 2009 года, в селе проживало 1225 человек (607 мужчин и 618 женщин).